# 1526
1526 (MDXXVI) je bilo navadno leto, ki se je po julijanskem koledarju začelo na ponedeljek.

## Dogodki
- luteranstvo se začni širiti po Nemčiji, Danskem in na Švedskem
- Mongoli premagajo mogulski imperij v Indiji
- Turki začasno zasedejo in požgejo Ogrsko prestolnico Budo
- Turki v bitki pri Mohaču potolčejo Madžare

## Rojstva
- januar - Rafael Bombelli, italijanski matematik († 1573)
- 2. februar - Konstantin Vasilij Ostroški, rusinski magnat in kijevski vojvoda  († 1608)

## Smrti
- 29. avgust - Pál Tomori, ogrski general in kaloški nadškof (* 1475)
- 29. avgust - Ludvik II. Jagelo, ogrsko-hrvaški in češki kralj  (* 1506)